# Stalag
Stalag (em hebraico:  סטאלג) foi um gênero de curta duração de pornografia do Holocausto, de exploração nazista, em Israel que floresceu na década de 1950 e no início da década de 1960, e parou após a época do Julgamento de Eichmann, por causa de uma proibição pelo governo israelense. Esses livros não incluíam judeus para evitar tabus. Eles não estão mais disponíveis para leitura hoje em termos de publicação tradicional, embora o advento da Internet tenha permitido o compartilhamento de arquivos.

## Premissa
Supostamente traduções de livros em inglês por prisioneiros em campos de concentração, esses livros eram relatos altamente pornográficos de prisão, geralmente de soldados aliados, brutalização sexual por mulheres guardas SS (ou em alguns casos por mulheres japonesas imperiais) e eventual vingança, que geralmente consistia no estupro e assassinato de seus algozes. Os livros, com títulos como A Vadia Privada do Coronel Schultz, eram especialmente populares entre os meninos adolescentes, geralmente filhos de sobreviventes de campos de concentração.

## História
Os livros surgiram da cultura do silêncio que cercou o Holocausto, especialmente em Israel, até o julgamento de Eichmann. Muitos jovens viveram à sombra desses acontecimentos, mas não encontraram respostas para suas perguntas inevitáveis, seja de seus pais ou de seus professores. Para a maioria dos adolescentes, o único  respostas que puderam encontrar estavam no livro House of Dolls (1955), uma novela de K. Tzetnik, um então sobrevivente anônimo de Auschwitz que escreveu sobre mulheres prisioneiras forçadas à prostituição pelos guardas nazistas. Embora publicado como ficção, o livro foi considerado um relato parcialmente verdadeiro com base nas experiências da irmã do autor. Essa questão afetou jovens israelenses durante a puberdade: questões de identidade e o passado violento de seus pais fundiram-se em sua identidade sexual emergente. Isso se tornou mais prevalente durante o altamente divulgado julgamento de Eichmann, quando esses mesmos jovens foram expostos a descrições detalhadas dos campos de concentração e da morte pela primeira vez. O próprio K. Tzetnik foi uma das testemunhas que prestou testemunho gráfico durante o julgamento.
Explorando essas tendências, um grupo de editores israelenses começou a publicar memórias em formato de romances baratos, descrevendo o abuso, particularmente o abuso sexual, nos campos de concentração. Vendidos em quiosques de revistas, os romances, ostensivamente memórias em primeira pessoa, tornaram-se best-sellers. De acordo com o cineasta Ari Libsker, "as fotos do Holocausto que eu vi, como alguém que cresci aqui, eram de mulheres nuas".
Os livros desapareceram quase tão rapidamente quanto apareceram. Dois anos depois do lançamento da primeira publicação, os editores foram acusados por um tribunal israelense de distribuir pornografia e os livros foram descontinuados. Embora ainda disponíveis clandestinamente, certos títulos ganharam a ira do governo, e esforços foram feitos para encontrá-los e destruí-los. O advento da Internet permitiu o compartilhamento de arquivos e, portanto, tornou as tentativas de censura muito mais difíceis.
Em 2003, o gênero voltou ao debate público em Israel com a pesquisa do analista de cultura popular Eli Eshed. Como resultado dessa pesquisa, o cineasta israelense Ari Libsker apresentou os livros em um documentário, intitulado Stalags. 